# Ülkü Erakalın
Ülkü Erakalın (né le 6 juin 1934 à Istanbul et mort le 6 avril 2016 dans la même ville) est un producteur, réalisateur et acteur turc.
L'un de ses films les plus célèbres est le drame érotique Çiplaklar, sorti en 1979 avec l'actrice turque Zerrin Egeliler.

## Biographie
Ülkü Erakalın meurt à Istanbul le 6 avril 2016.